# César François Cassini de Thury

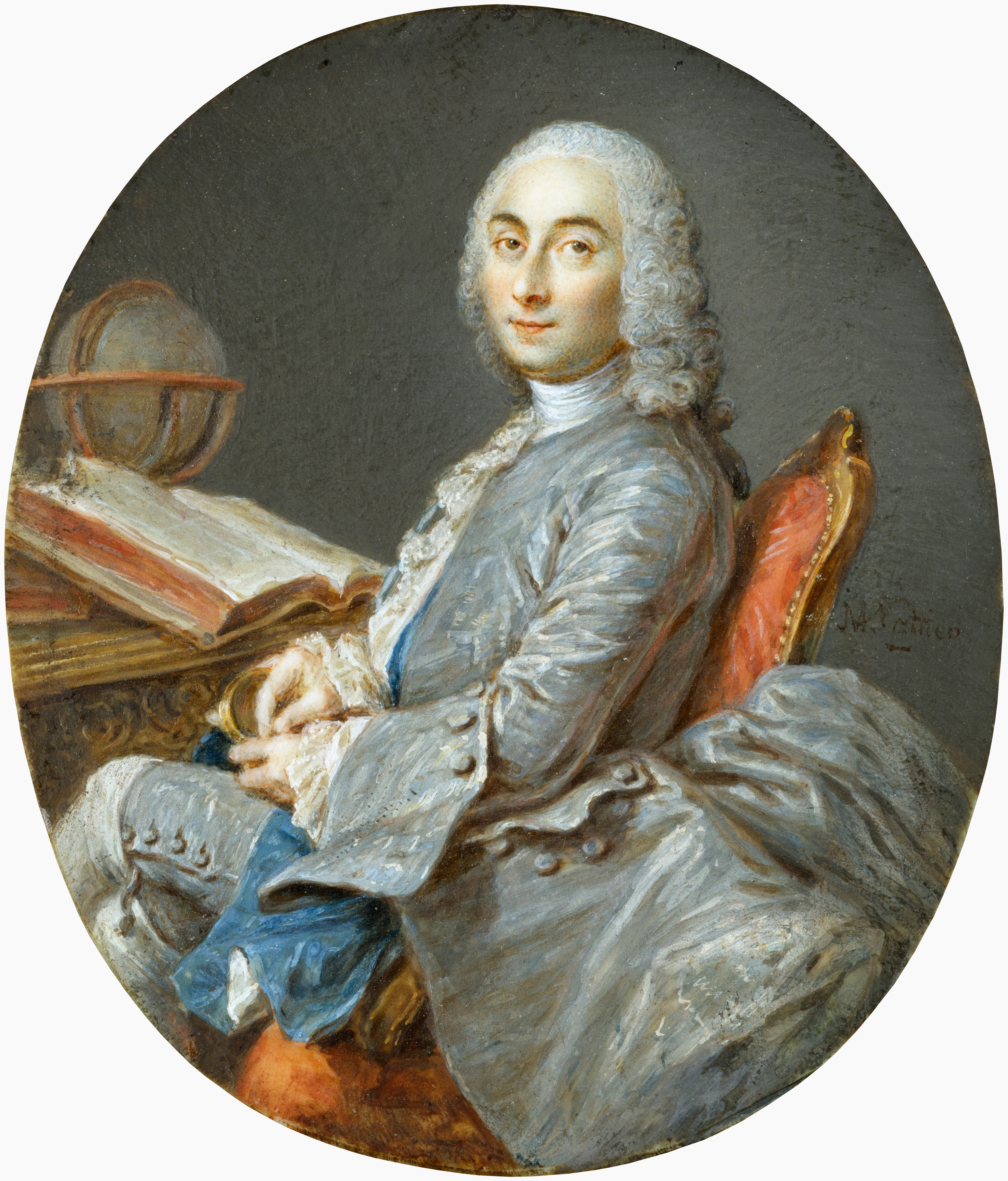
César François Cassini de Thury

César François Cassini de Thury (* 17. Juni 1714 in Thury-sous-Clermont; † 4. September 1784 in Paris; auch Cassini III. genannt) war ein französischer Geodät und Astronom.

## Leben
César François Cassini war der Sohn von Jacques Cassini und der Enkel von Giovanni Domenico Cassini, weshalb er auch als Cassini III. bezeichnet wird. César assistierte seinem Vater 1733 und 1734 bei der Vermessung Nordfrankreichs, bei der die damals umstrittene Frage geklärt werden sollte, ob die Erde an den Polen oder am Äquator abgeplattet sei. (siehe: Erdabplattung)
Die Cassinis vertraten die fälschliche Ansicht, dass der Polradius größer sei als der Erdradius am Äquator, eine Ansicht, die von Isaac Newton und anderen Wissenschaftlern wie Maupertuis heftig bestritten wurde. Die Cassinischen Daten, die sie bei der Landesvermessung gewannen, schienen zwar eine Abplattung am Äquator zu unterstützen, jedoch wurde nachgewiesen, dass durch die damaligen Ungenauigkeiten der Messungen weder die eine noch die andere Theorie bewiesen werden konnte. Um den Sachverhalt zu klären, wurden Expeditionen nach Peru (Pierre Bouguer, Charles Marie de La Condamine, Louis Godin) und Lappland (Maupertuis) geschickt. Während Jacques Cassini zeit seines Lebens von seiner Ansicht nicht abrückte, wechselte César Cassini später zur korrekten Ansicht Newtons.
In den Jahren 1739 und 1740 führte er weitere, sehr genaue Vermessungen des Landes durch und veröffentlichte seine Ergebnisse 1740, nun überzeugt von der Abplattung der Erde an den Polen. Nach ergänzenden Triangulationen erstellte er 1744 die Nouvelle Carte Qui Comprend les principaux Triangles qui servent de Fondement à la Description Géométrique de la France Levée par ordre du Roy par Messrs. Maraldi et Cassini de Thury, de l'Académie Royale des Sciences (Neue Karte, die die wesentlichen Dreiecke enthält, die die Grundlage der geometrischen Beschreibung Frankreichs bilden, ausgeführt gemäß der Anordnung des Königs von Herren Maraldi und Cassini de Thury, (Mitglieder) der Académie Royale des Sciences), die er 1745 der Académie vorstellte. Sie fasste erstmals sämtliche Triangulationen zusammen. Ihr Maßstab war ungefähr 1 : 1.799.000.
1747 veröffentlichte Cassini de Thury eine Karte, die nicht mehr nur die Dreiecke enthielt, sondern auch Orte und Flüsse darstellte (Carte qui comprend tous les lieux de la France qui ont été déterminés par les opérations géométriques (Karte, die alle Orte Frankreichs enthält, die mit geometrischen Mitteln erfasst wurden)). Sie bestand aus 18 Blättern von 141 × 126 cm; ihr Maßstab war 1 : 878.000.
Aus militärischen Gründen beauftragte König Louis XV. Cassini im gleichen Jahr, Frankreich wesentlich genauer, im Maßstab 1:86.400 zu kartografieren. Die Dauer dieses Projekts wurde auf 20 Jahre veranschlagt, aber schon nach sechs Jahren wurde die staatliche Finanzierung gestoppt. Cassini beschloss darauf – mit des Königs Einverständnis –, die Karten selbst herauszugeben. Eine Vereinigung von fünfzig hochrangigen Persönlichkeiten brachte die dazu erforderlichen Mittel auf. Aufgrund dieser Schwierigkeiten zog sich die Vermessung und die Herstellung der Karten weiter hin, so dass er die Vollendung seines Lebenswerks nicht mehr erleben konnte. Sein Sohn Dominique Cassini führte die Herstellung der insgesamt 182 Blätter der Carte de Cassini zu Ende.
1761 und 1762 unternahm er zwei ausgedehnte Reisen nach Wien, um das französische Netz von Straßburg aus durch Triangulationen mit dem zu dieser Zeit von Joseph Liesganig ausgeführten Wiener Meridianbogen von Brünn nach Varaždin und der dazu vermessenen Wiener Neustädter Grundlinie zu verbinden. Diese Reise führte ihn zu zahlreichen Orten in Süddeutschland und Österreich (u. a. Mannheim, Würzburg, Bamberg, Bayreuth, Nürnberg, München, Passau, Linz, St. Pölten).
1783 gab sein Memorandum den Anstoß zu Englisch-Französischen Trigonometrischen Vermessung.
Seit 1746 war er auswärtiges Mitglied der Preußischen Akademie der Wissenschaften. 1751 wurde er zum Mitglied (Fellow) der Royal Society gewählt. 1761 wurde Cassini zum Ehrenmitglied der Bayerischen Akademie der Wissenschaften ernannt.
Wie sein Vater und sein Großvater war Cassini III. ab 1771 Direktor der Pariser Sternwarte, die zu dieser Zeit unter erheblichem Geldmangel litt, weshalb er der Astronomie keine neuen Impulse geben konnte.

## Ehrungen
Der Asteroid (24103) Dethury wurde nach ihm benannt. Die von ihm entwickelte Projektionsmethode zur Darstellung von Landkarten ist Namensgeber für den Cassini-Gletscher.

## Schriften (Auszug)
- Cassini-Handschriften in der digitalen Bibliothek des Pariser Observatoriums.
- La Méridienne de Paris verifiée ... avec des Observations d'Histoire Naturelle, faites das les Provinces traversées par la Méridienne, par le Monnier. In: Académie Royale des Sciences (Hrsg.): Histoire de l'Académie royale des sciences ... avec les mémoires de mathématique & de physique ... Hippolyte-Louis Guerin, Jacques Guerin, Paris 1740 (580 S., Digitalisat auf Gallica).
- La France divisée Par Gouvernements. Et Par Provinces. Paris, 1745 (Digitalisat)
- Sur la description géométrique de la France. In: Académie Royale des Sciences (Hrsg.): Histoire de l'Académie royale des sciences ... avec les mémoires de mathématique & de physique ... Imprimerie Royale, Paris 1745, S. 553–560 (Digitalisat auf Gallica).
- Description géométrique de la France. J. Ch. Desaint, Paris 1783, doi:10.3931/e-rara-1214 (207 S.).
- Relation de deux Voyages faits en Allemagne par ordre du Roi. Durand, Paris 1763 (Volltext in der Google-Buchsuche).